# SN 1973N
SN 1973N – supernowa typu Ia odkryta we wrzeniu 1973 roku w galaktyce NGC 7495. Jej maksymalna jasność wynosiła 14,91m.